# Dasychira umbra
Dasychira umbra är en fjärilsart som beskrevs av Rothschild 1920. Dasychira umbra ingår i släktet Dasychira och familjen tofsspinnare. Inga underarter finns listade i Catalogue of Life.